# Storegöl (Åseda socken, Småland)
Storegöl är en sjö i Uppvidinge kommun i Småland och ingår i Alsteråns huvudavrinningsområde.